# Nanium (geslacht)
Nanium is een geslacht van insecten uit de orde vliesvleugeligen (Hymenoptera) en de familie Ichneumonidae.

## Soorten
- N. capitatum (Cresson, 1864)
- N. huberthi Gauld, 1997
- N. mairenai Gauld, 1997
- N. nogueri Gauld, 1997
- N. oriasi Gauld, 1997